# Isla Chamizal
Isla Chamizal es el nombre de una isla fluvial en el oeste de Venezuela, en la Región de Los Llanos, que administrativamente depende del Municipio Arismendi en el extremo este del Estado de Barinas. Geográficamente se encuentra al norte del río Apure, cerca de los límites con el estado Apure, en las coordenadas geográficas  07°59′52″N 67°54′36″O / 7.99778, -67.91000 a unos 210 kilómetros al oeste del centro geográfico de Venezuela, y a 299 kilómetros al sur de Caracas.